# Johann Burchard Freystein
Johann Burchard Freystein, född 18 april 1671 i Weissenfels, död 1 april 1718 i Dresden, var en tysk psalmförfattare.
Freystein, som var hov- och justitieråd, var en av den pietistiske lärofadern Speners personliga lärjungar och tillhörde den krets av andliga diktare, som skapade en av dennes kristendomsuppfattning genomträngd poesi. Freystein författade flera om verklig skaldebegåvning vittnande psalmer, av vilka särskilt en, den av ett kraftigt helgelsenit burna "Mache dich, mein Geist, bereit" (fr. 1697), räknas till den tyska protestantismens kärnsånger.